# Reprezentacja Ukrainy U-17 w piłce nożnej mężczyzn
Reprezentacja Ukrainy U-17 w piłce nożnej jest juniorską reprezentacją Ukrainy, sterowaną przez Ukraiński Związek Piłki Nożnej. Jest powoływana przez selekcjonera, w niej występować mogą wyłącznie zawodnicy posiadający obywatelstwo ukraińskie i którzy w momencie przeprowadzania imprezy docelowej (finałów Mistrzostw Europy) nie przekroczyli 17. roku życia. Zespół trzy razy uczestniczył w Mistrzostwach Europy U-17 (2002, 2004 i 2007), ale zawsze zajmował ostatnie 4. miejsce.

## Sukcesy
- Mistrzostwa Europy Irlandia 1994 – 3. miejsce

## Występy w ME U-17
Uwaga: W latach 1982–2001 rozgrywano Mistrzostwa Europy U-16
- 2000: Nie zakwalifikowała się
- 2001: Nie zakwalifikowała się
- 2002: 4 miejsce w grupie
- 2003: Nie zakwalifikowała się
- 2004: 4 miejsce w grupie
- 2005: Nie zakwalifikowała się
- 2006: Nie zakwalifikowała się
- 2007: 4 miejsce w grupie
- 2008: Nie zakwalifikowała się
- 2009: Nie zakwalifikowała się
- 2010: Nie zakwalifikowała się

## Selekcjonerzy
- 1992:  Anatolij Kroszczenko
- 1993: nie była powoływana
- 1994:  Wołodymyr Kyjanczenko
- 1995:  Mychajło Łabuzow
- 1996:  Wałentyn Łucenko
- 1997:  Wałerij Szwediuk
- 1998-1999:  Anatolij Buznik
- 2000: nie była powoływana
- 2001:  Anatolij Kroszczenko
- 2002:  Pawło Jakowenko
- 2003:  Jurij Kalitwincew
- 2004:  Wiktor Kaszczej
- od 24.08.2004:  Anatolij Buznik
- 2005:  Ihor Żabczenko
- 2006:  Wadym Diord
- 2007:  Jurij Kalitwincew
- 2008:  Anatolij Buznik
- 2009:  Ołeksandr Hołowko
- 2010:  Ołeksandr Łysenko
- 2011:  Jurij Moroz